# Луганский областной казачий конный театр
Луганский областной казачий конный театр (Луганский областной казачий конный театр «Лугари» или «Стрелковые Лугари») — областной конный театр, расположенный в районном центре Луганщины поселке городского типа Меловое. Директор заведения — Кочугура Людмила Григорьевна.

## Из истории театра
Конный театр в Меловом, сначала под названием «Лугари» или «Стрелковые Лугари» начинался в 1990-х годах и много и многом функционирует в настоящее время как дело энтузиастов — в частности, его основателем является местный фермер Юрий Григорьевич Гарбуз, ему помогали Александр Якимов, Владимир Романенко, Дмитрий Чеча, которые привели своих собственных коней: Прерию, Налета, Волшебника, Дьявола, Бубна — все из породы дончаков и русских рысаков.
Значительно поспособствовала развитию театра местная власть, выделив для него пригодное помещение бывшего ветлазарета, а также оформив заведение как коммунальное предприятие, однако, несмотря на эти усилия, оригинальное начинание Ю. Г. Гарбуза осенью 2003 года оказалось на грани закрытия из-за материальных осложнения основателя, и лишь предоставление официального статуса областного учреждения культуры, в том числе и благодаря вмешательству губернатора Луганщины А. С. Ефремова, который посетил театрализованное шоу театра в 2001 году в честь Дня Победы, спасло учреждение от прекращения существования.
Официально «Луганский областной Казачий конный театр» был создан на основании решения Луганского областного совета № 10/2 от 22 октября 2003 года.
На июнь 2010 года среди животных театра были: 11 лошадей, верблюд, дикие кабанчики, декоративные козы, байбаки, павлины.
В сентябре 2013 года на сессии облсовета было предложено перебазирование театра из Мелового в Станично-Луганский район — ближе к областному центру.

## Цели, репертуар, состав и деятельность
Целью деятельности конного театра является создание и показ художественно-совершенных спектаклей, которые будут способствовать возрождению и сохранению традиций украинского национального наследия, духовному обогащению народа, широкой популяризации казацкого конного искусства.
Направлениями деятельности конного театра являются:
- организация и показ спектаклей, проведение культурно-массовых мероприятий;
- пропаганда культурных ценностей, содействие духовному и эстетическому развитию личности;
- оказание методической и практической помощи школам верховой езды;

В репертуаре театра — театрализованного представления на казацкую тематику и с истории Украины.
Состав театра: 4 артисты высшей категории, 2 артиста первой категории, 5 артистов второй категории.
С ростом популярности театра, актёров-всадников начали приглашать на выездные выступления — коллектив театра гастролировал в том числе и за рубежом, в частности странами Европы: в Венгрии, Словакии, Германии, Беларуси.